# Риккетти, Альберто
Альбе́рто Рикке́тти (итал. Alberto Ricchetti; 26 мая 1985, Оменья) — итальянский гребец-байдарочник, выступал за сборную Италии в конце 2000-х годов. Участник летних Олимпийских игр в Пекине, бронзовый призёр чемпионата Европы, победитель многих регат национального и международного значения.

## Биография
Альберто Риккетти родился 26 мая 1985 года в коммуне Оменья провинции Вербано-Кузьо-Оссола. Активно заниматься греблей начал с раннего детства, проходил подготовку в Риме, состоял в столичном спортивном клубе G.S. Fiamme Gialle.
Первого серьёзного успеха на взрослом международном уровне добился в 2008 году, когда попал в основной состав итальянской национальной сборной и побывал на домашнем чемпионате Европы в Милане, откуда привёз награду бронзового достоинства, выигранную в зачёте четырёхместных байдарок на дистанции 1000 метров — лучше него финишировали только экипажи из Словакии и Германии.
Благодаря череде удачных выступлений Риккетти удостоился права защищать честь страны на летних Олимпийских играх в Пекине — стартовал здесь в четвёрках на тысяче метрах совместно с такими гребцами как Антонио Росси, Франко Бенедини и Лука Пьемонте, благополучно дошёл до финальной стадии турнира, но в решающем заезде финишировал лишь четвёртым, немного не дотянув до призовых позиций. Вскоре по окончании этих соревнований принял решение завершить карьеру профессионального спортсмена, уступив место в сборной молодым итальянским гребцам.